# 18. словеначка дивизија НОВЈ
Осамнаеста словеначка дивизија НОВЈ формирана је 14. септембра 1943. у Зденској Васи од Осме словеначке ударне бригаде „Фран Левстик“ и Девете словеначке ударне бригаде, и Десете „Љубљанске“ бригаде. При оснивању бројала је око 3350 бораца.
Од 3. октобра 1943. до краја рата дивизија је била стално у саставу Седмог корпуса НОВЈ.
Немачка Врховна команда након капитулације Италије интервенисала је у залеђу Тршћанског Залива крупним снагама. Дивизија је током немачке октобарске „Ромелове“ офанзиве у оштрим борбама са надмоћним непријатељем претрпела знатне губитке. Нарочито тешке борбе код Брода на Купи 18. - 24. октобра, у рејону Кочевска Река, Млака, Готеница (9. бригада), 27. - 31. октобра, на сектору Гросупље, Слична, Муљава, Крка и на Иловој Гори 1. - 4. новембра, и у пробојима кроз немачке обруче на Мокрецу и Криму (8. и 10. бригада) 8. - 10. новембра.
Након офанзиве дивизија је од почетка новембра 1943. до средине фебруара 1944. ратовала на подручју Горског Котара, где је у садејству са Тринаестом дивизијом нападала усташке и немачке постаје Ravna Gora (7. - 8. децембра), Врбовско (15. 23. децембра), Хрељин (22./23. јануара.
Током 1944. и почетком 1945. године јединице Осамнаесте дивизије водиле су значајне борбе на комуникацијама Љубљана - Ријека, Љубљана - Трст и Љубљана - Ново Место. Од посебног значаја било је поновно рушење Штампетовог моста 26. септембра
Почетком маја 1945. Осамнаеста словеначка дивизија учествовала је у ослобођењу Долењске и Љубљане.